# Distretto di Ba Tri
Il distretto di Ba Tri (vietnamita: Ba Tri) è un distretto (huyện) del Vietnam nella provincia di Ben Tre appartenente alla regione del Delta del Mekong
Occupa una superficie di 351 km² e nel 2003 contava 201.802 abitanti, il capoluogo è la città omonima.